# 1372

## Esdeveniments
- Castella derrota una flota anglesa en la batalla naval de La Rochelle durant la Guerra dels Cent Anys
- Corts de Barcelona (1372)
- Pau de Catània (1372) entre Barcelona i Anjou
- Newaya Maryam comença el seu regnat

## Naixements
- Ibn Hàjar al-Asqalaní
- Lluís I d'Orleans

## Necrològiques
- Bagrat I d'Imerècia